# リエージュ共和国

リエージュ共和国
République liégeoise (フランス語)

リエージュ共和国の地図（白）
オレンジ色はベルギー合衆国、黄色はネーデルラント連邦共和国、灰色はその他地域

リエージュ共和国（リエージュきょうわこく、フランス語: République liégeoise）は、現在のベルギーのリエージュを中心に成立した短命の国家である。1789年8月、リエージュ革命によって、それまでこの地を支配していた司教領国家であるリエージュ司教領が崩壊し、共和国が誕生した。 同時期に北方では、同じく1789年のブラバント革命によって成立した、さらに短命な革命国家であるベルギー合衆国が存在していた。しかし、1791年にはプロイセン軍とオーストリア軍によって共和国軍は敗北し、リエージュ司教領が復活した。

## 革命
1789年8月18日、ジャン＝ニコラ・バサンジュらの民主派がリエージュの市庁舎に到着し、現職の行政官の解任と、民衆の支持を受けるジャック＝ジョゼフ・ファブリーおよびジャン＝レミ・ド・シェストレの二名を新たな市長（ブルゴマスター）に任命するよう要求した。聖ワルブルガ要塞は反乱軍の手に落ちた。司教公セザール＝コンスタンタン＝フランソワ・ド・オンスブルックは、スランの夏宮から連れ戻され、新行政官の任命を承認し、不評を買っていた1684年規則（Règlement de 1684）の廃止を宣言させられた。 数日後、オンスブルックは現在のドイツのトリーアへ逃亡した。神聖ローマ帝国はリエージュ革命を非難し、司教公領における旧体制（アンシャン・レジーム）の復活を要求した。
リエージュの急進的な気運は共和国の宣言へとつながり、フランスが共和制を宣言する3年前に、リエージュは共和国となった。

## 法律
リエージュ共和国の最初の行動は、「フランシモンの人権と市民の権利の宣言（Déclaration des droits de l'homme et du citoyen de Franchimont）」を1789年9月16日に公布したことであった。この文書はフランスの「人権宣言」（1789年8月）に強く影響を受けていたが、いくつかの重要な相違点を含んでいた。
- 第3条：「主権は人民に属する」

フランスの人権宣言では「主権は国民に属する（la souveraineté réside essentiellement dans la nation）」とされていたが、フランシモンの宣言では 「人民（le peuple）」 に属すると明記された。
- 第10条：「すべての市民は、制約なく思想・意見の自由を持つ」

フランスの宣言では、公共の秩序を害しない範囲での思想・意見の自由が保障されていたが、フランシモンの宣言ではいかなる制約もない完全な思想・意見の自由が明記された。
- 第17条の欠如（フランス宣言には「財産は神聖にして不可侵」とあるが、フランシモンでは削除）

フランシモンの宣言には、フランスの第17条（財産権の不可侵）が存在しなかった。これは、リエージュ地方ではすでに1196年以来、財産に関する民事・法的権利が確立していたためである。